# Inula rotundifolia
Inula rotundifolia là một loài thực vật có hoa trong họ Cúc. Loài này được (Halácsy) Greuter mô tả khoa học đầu tiên năm 1967.